# Ngamring

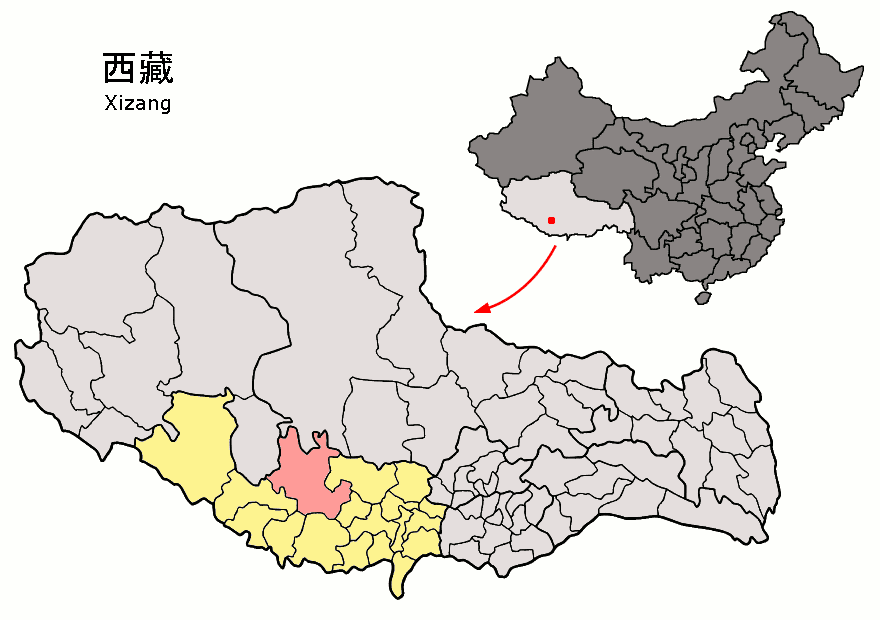
Lage des Kreises Ngamring (rosa) im Verwaltungsgebiet der Stadt Xigazê (gelb)

Ngamring (tibetisch: ངམ་རིང་རྫོང་, Umschrift nach Wylie: ngam ring rdzong, auch Ngamring Dzong, chinesisch 昂仁县, Pinyin Ángrén Xiàn) ist ein Kreis im Norden der bezirksfreien Stadt Xigazê im Autonomen Gebiet Tibet der Volksrepublik China. Die Fläche beträgt 27.487 Quadratkilometer und die Einwohnerzahl 55.108 (Stand: Zensus 2020). 1999 zählte er 45.293 Einwohner.

## Administrative Gliederung
Auf Gemeindeebene setzt sich der Kreis aus zwei Großgemeinden und fünfzehn Gemeinden zusammen. Diese sind (Pinyin/chin.)
- Großgemeinde Kaga 卡嘎镇
- Großgemeinde Sangsang 桑桑镇

- Gemeinde Yamu 亚木乡
- Gemeinde Daju 达居乡
- Gemeinde Qiuwo 秋窝乡
- Gemeinde Qiere 切热乡
- Gemeinde Duobai 多白乡
- Gemeinde Riwuqi 日吾其乡
- Gemeinde Xiongba 雄巴乡
- Gemeinde Chazi 查孜乡
- Gemeinde Amuxiong 阿木雄乡
- Gemeinde Rusha 如沙乡
- Gemeinde Konglong 孔隆乡
- Gemeinde Niguo 尼果乡
- Gemeinde Cuomai 措迈乡
- Gemeinde Daruo 达若乡
- Gemeinde Gongjiubu 贡久布乡